# 銀狐作戰
“银狐作战”（德語：Unternehmen Silberfuchs），苏联称为北极地区防御战役是於1941年6月至11月，第二次世界大战中，纳粹德军与芬兰军队联手进攻苏联北极圈内领土，意图攻占摩尔曼斯克并切断基洛夫铁路。

## 背景
苏俄十月革命后，芬蘭內戰决出胜负，芬兰获得独立。1920年10月14日，芬兰与苏俄签署了《塔爾圖和約》，划定国境，两国恢复了和平。1921年-1922年，芬兰援助苏俄境内的东卡累利阿发动叛乱。1932年，两国签署了为期十年的互不侵犯条约。
1933年纳粹在德国上台。苏联恐惧芬兰与德国结盟，1938年至1939年与芬兰谈判，要求芬兰提供安全承诺在德军进驻芬兰国土后允许苏联红军干涉。芬兰拒绝后，苏联提出为确保列宁格勒安全的双方国土交换。 芬兰拒绝后，1939年11月苏联发动了苏芬战争。1940年3月12日芬兰签署《莫斯科和平协定》。1940年5月纳粹德国占领丹麦、挪威后，芬兰开始寻求与纳粹结盟。
德军最高统帅部 （OKW）开始把芬兰国土与芬兰军队列入对苏联总进攻的巴巴羅薩計劃，制定了进攻苏联北极圈领土的“银狐”作战计划以切断苏联的北大西洋海路对外联系。

## 计划

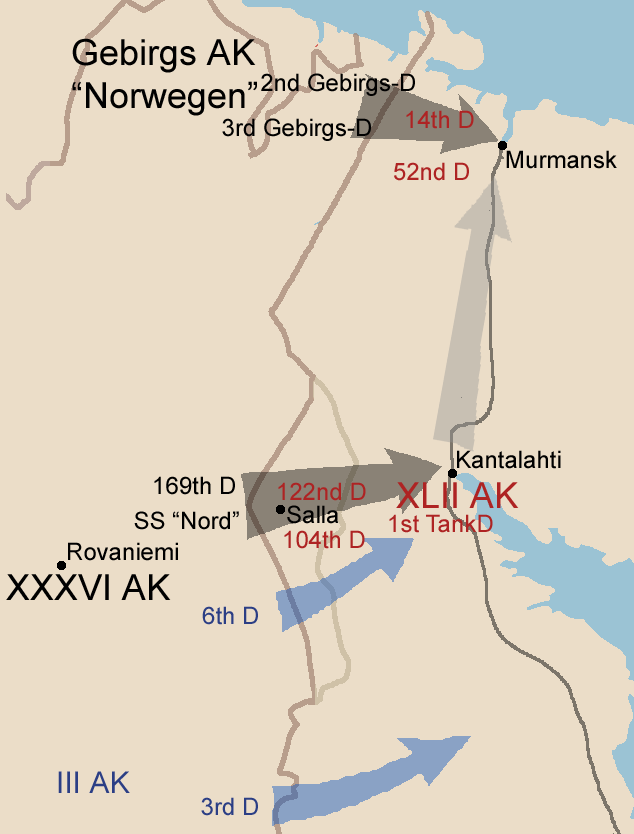
“银狐”作战计划最初方案

1940年12月，德军挪威集团军参谋长亨里希·布金哈根访问芬兰，确定芬兰在对苏战争中的任务角色，制定出德国芬兰联军对苏进攻作战计划初稿。1940年12月8日，希特勒签署了第21号训令，发布的“巴巴羅薩計劃”中包含了与芬兰军队联手进攻苏联的内容。1941年1月，德军挪威集团军司令官尼古拉斯·冯·法尔肯霍斯特大将与其僚属，与芬兰军制定了详细作战计划。德军挪威集团军辖4个德国师、2个芬兰师；在南段芬兰军队的卡累利阿集团军、东南集团军共15个师另3个旅（其中有1个德国师）分别在彼得罗扎沃茨克—斯维里河方向和卡累利阿地峡突击苏军第7集团军、第23集团军。
“银狐”作战计划分为两个作战阶段。第一阶段称“驯鹿”作战（Unternehmen Rentier），爱德华·迪特尔山地兵上将任军长的德军的挪威山地军的两个师：山地第2师与山地第3师从希尔克内斯向东移动部署在芬兰的佩察莫地区，以确保镍矿的安全。
“银狐”作战计划的第二阶段是两个离心的钳形攻势，分别指向摩尔曼斯克与坎达拉克沙。德军的挪威山地军的两个山地师在芬兰边防部队协助下，直取摩尔曼斯克，并控制雷巴奇半島，称为铂狐作战 （Unternehmen Platinfuchs）。另一个攻势作战称北极狐作战 （Unternehmen Polarfuchs），首先占领萨拉地区，然后直取坎达拉克沙，切断基洛夫铁路。这一行动由汉斯·菲格骑兵上将为军长的德国第36军（步兵第163，第169师）与亞爾馬·西拉斯沃任军长的芬兰第3军。
驻挪威的司令官H.-J．施通普夫航空兵上将的第5航空队（240架飞机）与芬兰空军（307架飞机）提供空中支援。“银狐”作战时，第5航空队迁入芬兰境内，提供60架Ju 87俯冲轰炸机、Ju_88轟炸機、He_111轟炸機支援地面战斗。芬兰空军有230架飞机可支援“银狐”作战。
1941年1月中旬，芬苏之间关于佩察莫镍矿的危机激化。苏联召回了驻赫尔辛基公使，废除了贸易协定，并增加了卡累利阿地峡的驻军数目。
1941年2月底，德军开始进入芬兰。德国获得了通过中立的瑞典的军事运输权，山地第2师与山地第3师由此进驻希尔克内斯。为把德军第36军运入芬兰北方，执行了两个海运行动：
- 蓝狐1（Blaufuchs I）
- 蓝狐2 （Blaufuchs II）

德军在斯德丁装船，海运至芬兰的奥卢港，再陆路前往罗瓦涅米与芬兰军队会合，再开往苏芬国境的进攻出发地域。
苏联未能预测到德芬联军会在整个国境线全线发动闪击战。马尔基安·米哈伊洛维奇·波波夫中将任司令员的列宁格勒军区于1941年6月2日改编为北方面军，在苏芬国界部署了第14集团军、第7集团军在“银狐”作战的当面。1941年8月23日，北方面军分成了卡累利阿方面军与列宁格勒方面军。“银狐”作战当面的卡累利阿方面军司令员由第14集团军司令员瓦列里安·亚历山德罗维奇·弗罗洛夫中将升任。苏联步兵第42军军长罗曼·伊万诺维奇·帕宁少将接任第14集团军司令员。第14集团军在500公里正面上占领防御，在各主要方向展开，以掩护摩尔曼斯克（步兵第14、 52师）、斯列德尼半岛、雷巴奇半島（第23筑垒地域）、坎达拉克沙（步兵第104师）、克斯坚加与洛希乌（步兵第122师）。战争初期，轴心国在“银狐”行动中有数量优势，因为苏军在拉多加湖以北至北冰洋沿岸仅有150,000人。轴心国在此战场也有空中优势，因为卡累利阿方面军的混成航空兵第1、第55师仅有273架各型飞机。北方舰队有8艘驱逐舰、7艘护卫舰、15艘潜艇（中型的“Щ”和小型的“M”）、 116架飞机、若干海岸防御部队。白海区舰队于8月由白海海军基地展开。
1941年5月25日，以曼纳海姆的参谋长海因里希斯将军（Erik Heinrichs）为首的芬兰军事代表团访问了在萨尔茨堡的德国最高统帅部，并于5月26日访问了柏林。德方告诉芬兰代表团，德国将在极北地区采取军事行动。1941年5月30日，芬兰总统吕蒂给芬兰驻德公使基维麦基（T. M. Kivimäki）的训令，指示公使通知德国在德苏谈判中保证芬兰的独立并恢复1939年的苏芬边界。1941年6月3日，德国代表通知曼纳海姆德军的两个师部队要进驻芬兰拉普兰省以参加即将开始的巴巴羅薩計劃。1941年6月10日芬兰开始部分动员，6月18日进行扩大范围的总动员，向苏芬边界部署军队。至6月18日止，芬兰武装部队总数达65万人，其中作战军47万人。陆军被编成12个师，5个军，3个总司令部；1个海军司令部。全军配备有556,000支步枪，14,500支半自动步枪，5,400挺机枪，13,700支冲锋枪，3,500门火炮与迫击炮，86辆坦克，22辆装甲车，761门高炮，180挺高射机枪。海军336门海岸炮，169门野炮。

## “银狐”作战

### 战争开始
1941年6月22日凌晨，德国发动了对苏联的总进攻。希特勒在广播讲话中宣称德国军人“与芬兰同志结盟”，“共同在北冰洋沿岸战斗”。6月22日战争爆发当天，德国驻芬兰的空军与驻挪威的陆军发动了“驯鹿”作战，接管了芬兰在北冰洋沿岸的佩察莫地区及苏芬国界。6月22日当天，芬兰军队执行了“赛艇”计划，军事占领了国际法确定的非军事中立区奥兰群岛。芬兰登陆部队早在1941年4月就部署在圖爾庫与波里港。6月21日夜开始登船，6月22日凌晨4：30，20艘运输船运载了超过5000人的陆军与火炮，在3艘战舰护卫下出航，6月22日晚开始在玛丽港登陆。航渡途中苏联空军试图发动空袭。
1941年6月22日，摩尔曼斯斯克州进入紧急状态，开始动员应征入伍与职员入伍人员补充北方舰队，组建极地步兵第1师。动员居民构建摩尔曼斯克接近地的防御工事。
1941年6月25-30日，苏联空军对驻扎在挪威、芬兰领土的德国第5航空队连续6天空袭。1941年6月25日夜，芬兰国会通过决议对苏联宣战。

### 驯鹿作战
1941年6月22日，战争爆发当日，驻挪威的德国两个山地步兵师执行“驯鹿”作战计划，进驻芬兰北冰洋沿岸产镍的佩察莫地区，兵临苏芬国界，并准备攻击1940年3月划给苏联的雷巴契半岛以确保迪特尔即将开始的“铂狐”作战的左翼侧安全。1938年4月1日在奥地利的因斯布鲁克以原奥地利陆军人员组建了德军山地第2师，所属部队包括：山地步兵第136团、山地步兵第137团、山地炮兵第111团、自行车第67营、山地反坦克第47营、山地工兵第82营、山地通信第67营。1939年4月1日在奥地利的格拉茨原奥地利陆军中的第5师和第7师中抽调人员组建了山地第3师，下属山地步兵第138团、山地步兵第139团、山地炮兵第112团、自行车第68营、山地反坦克第48营、山地工兵第83营、山地通信第68营。
在南方，菲戈的德军第36军也部署到了苏芬国境，准备越境攻占萨拉（Salla）地区，突向坎达拉克沙。

### 铂狐作战
1941年6月29日，迪特尔指挥的德国山地步兵部队越过苏芬国境，开始执行铂狐作战計劃，突袭苏联诸兵种合成第14集团军的步兵第14师与步兵第52师。进攻第一日，德军山地步兵第2师控制了斯列德尼半岛与大陆相连的地域，山地步兵第3师突破了苏军步兵第14师第95团在季托夫卡河地区的防御，攻占了季托夫卡河上的桥梁。。
战斗首日，北方舰队的C·H·马克西莫夫海军大尉指挥的“古比雪夫”号驱逐舰炮击进攻斯列德尼半岛地峡的德军山地第2师达数小时之久。第二日，“古比雪夫”号驱逐舰、“乌里茨基”号驱逐舰和两艘“MO”型护卫艇被派往莫托夫湾，向斯烈德尼半岛地峡上的德军炮击3个小时。此后，“雷电”号和“旋风”号护卫舰、“MO”型护卫艇炮击了进攻的德军。舰炮对防守斯列德尼半岛没有大炮的苏军步兵第14师第135团与第23筑垒地域，起到了极为重要的作用。
德军山地步兵第2师不能攻破苏军步兵第14师第135团会同第23筑垒地域部队和海岸防御部队在舰艇火力支援下对斯烈德尼半岛与雷巴契半岛地峡的防御，未能越过1号界标进入苏联领土。7月份后转入相持，一些分队调去支援南侧的山地步兵第3师。苏军在斯烈德尼半岛安设的100毫米与130毫米岸炮，可以封锁佩察莫湾出入口，对出入海湾的运输镍矿的护航运输队实施拦阻射击，炮击利纳哈马里港设施和港内船只，因此德军没有攻克斯烈德尼半岛与雷巴契半岛带来的是长期的煎熬。
苏军于7月4日前退至大西利察河地区，德军在河东岸占领一处登陆场。苏军步兵第52师和海军陆战队部队从摩尔曼斯克地域进至该地增援。德军扩大登陆场的攻势失败。1941年7月6日，由529名北方舰队海军志愿人员组成的登陆队在涅尔皮奇耶湾成功登陆，上岸后向步兵第52师方向突进，与其会合后，对进攻的德军从陆上实施反击。7月7日夜，在安德烈耶夫湾又进行了有500人参加的第二次战术登陆。其目的是摧毁进攻的德军浅近纵深后方的补给，把德军引离主要方向，登陆队顺利地完成了任务，于第二天乘北方舰队的舰艇撤回。
当西利查－线的局势进一步恶化时，苏军使用更大的兵力在德军后方登陆，第14集团军1个步兵团和北方舰队1个海军独立陆战营共1600人乘18艘各种舰艇，于7月14日在飞机的掩护和驱逐舰炮火的支援下，在大西利查湾西岸实施了登陆。德军从前线抽调大量兵力来抵抗登陆队，却未能将其赶下海去。7月16日，北方舰队又派遣1个步兵营增援已登陆的部队，对德军登陆场的根部实施突击，对打破德军对摩尔曼斯克的7月攻势起了十分重要的作用。北方舰队的舰艇和岸炮还积极支援了防守西利查河一线的苏军步兵第14师和第52师部队，掩护部队调整部署，保护从海上撤退伤员，压制德军炮火，保障登陆队登陆。
随着苏军对德军突袭的意外感消退，抵抗日益增强，以及崎岖的地形，德军攻势进展缓慢，后方供应迅速恶化。苏联北方舰队不断袭扰德军沿着挪威沿海的补给船。德军统帅部在9月前加强了“挪威”山地步兵军。一些驱逐舰、鱼雷艇、猎潜舰区舰队的基地转移到了挪威北部，潜艇数量有所增加。第5航空队也将基本兵力（约300架飞机）集中于摩尔曼斯克方向。9月8日，德军重新对摩尔曼斯克发起进攻。在10天的战斗中，德军沿通往摩尔曼斯克的道路前进了16公里，再次被苏军挡住，被迫转入防御。9月21日德军攻势正式结束。挪威山地军被训令转入防御态势，确保佩察莫镍矿安全。1941年9月23日，第14集团军以2个师（第14、第186师）实施反突击，拔除了大西利察河登陆场，将德军逐至大西利察河对岸。1941年下半年，北方舰队的舰艇为炮击德军岸上目标共出航63次，消耗102毫米至130毫米炮弹7344发，共摧毁22个炮台、17挺重机枪、116个火力点和一些掩蔽部与土堡垒，炸毁6座弹药库。北方舰队航空兵共出动飞机1万架次，其中用于支援第14集团军作战占70%；击落德机近150架，摧毁各种火炮阵地10个、仓库11座、汽车76辆、桥梁数座和一些渡口。

### 北极狐作战

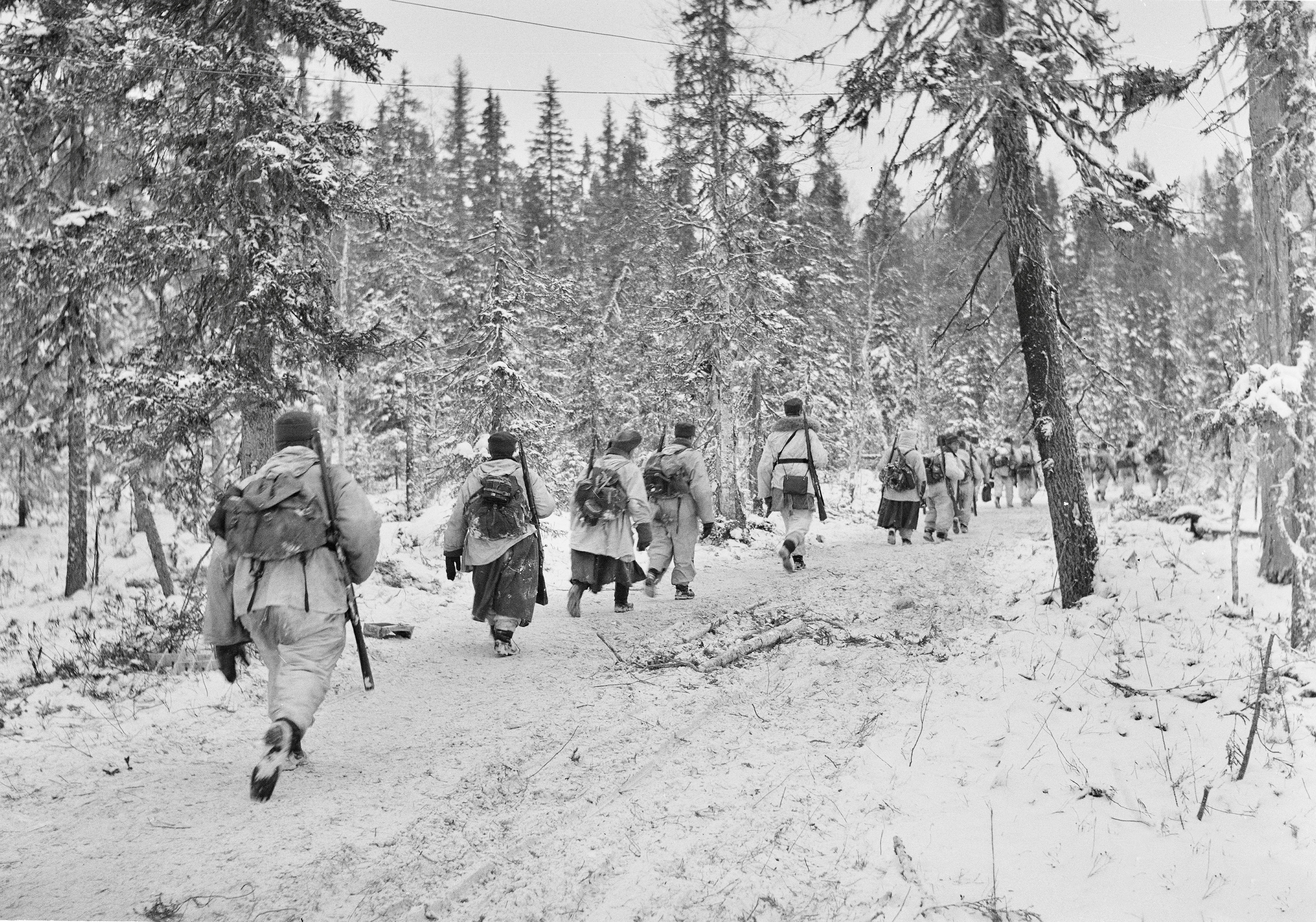
芬兰军人在克斯坚加东部的极地针叶林中

1941年7月1日，德军与芬兰军队联手发动了北极狐行动。德军步兵第36军下辖第169步兵師，武装党卫队“北方”师，芬兰第6师。进攻指向坎达拉克沙方向的萨拉地域（1940年3月芬兰割让给苏联），苏联第14集团军的3个师：
- 苏联步兵第42军（英语：42nd Rifle Corps (Soviet Union)），军长罗曼·伊万诺维奇·帕宁（英语：Roman Ivanovich Panin）少将
  - 苏联步兵第104师（英语：104th Rifle Division (Soviet Union)）
  - 苏联步兵第122师（英语：122nd Rifle Division (Soviet Union)）
- 苏联坦克第1师（英语：1st Tank Division (Soviet Union)）

德军对萨拉地域发起正面进攻。芬兰第6师从南侧迂回阿拉库尔季与库奥拉亚尔维村庄。
德军最初的攻势很糟糕，因为德军没有受过极地森林作战训练，党卫军“北方”师以前的集中营看守为主的第7、8、9骷髅旗队10373人组成，因此未能突破苏军防御，第5营发起两次冲击皆告失败，苏军乘势反冲击，第5营被打了个措手不及，结果此战阵亡86人，伤232人，147人失踪。随着芬兰第6师侧翼迂回成功，7月6日苏军放弃了与德军正面防线，7月8日向东撤向库奥拉亚尔维村。7月9日，德军逼近库奥拉亚尔维。苏军在此依托湖泊水域有利地形顽强防守，顶住了德军猛攻。
更往南，芬兰第3军从庫薩莫出发，6月30日跨过苏芬国境，向洛乌希与凱姆两个方向展开离心进攻，以切断基洛夫铁路。为此，要分别攻克克斯坚加与乌赫塔。最初，芬兰军队顺利突破苏联步兵第54师的防御，20天向东推进了64km，进抵皮亞奧澤羅湖与托波澤羅湖之间。为此，德军第36军把部队向芬兰第3军突破地域移动以扩大战果。

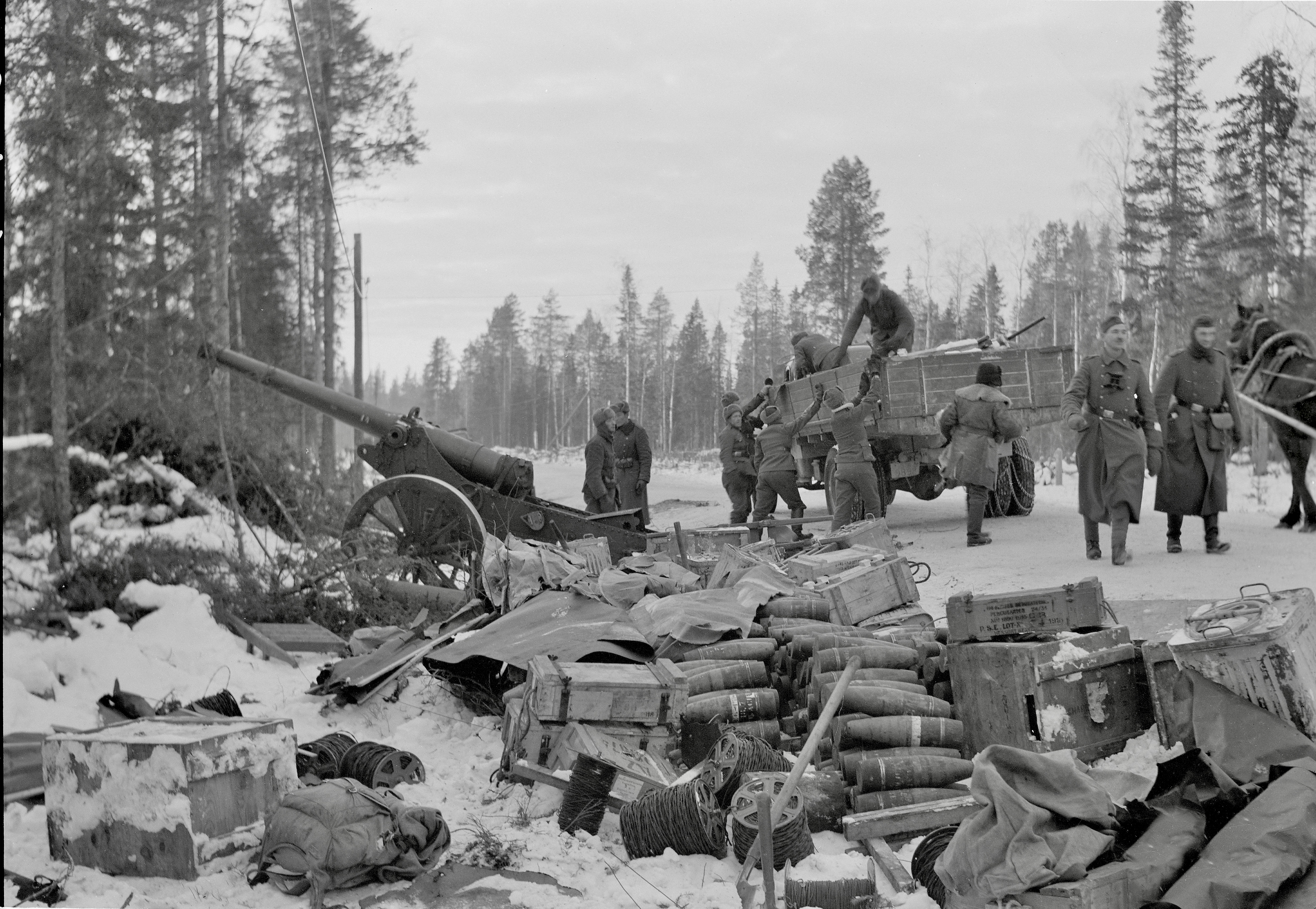
苏军在克斯坚加以东遗弃的装备

8月7日，芬兰第三军占领了克斯坚加，同时进抵乌赫塔外围。苏联步兵第88师投入战斗，顽强抵抗停止了芬兰军的攻势。 
1941年8月中旬，德军第36军恢复了对库奥拉亚尔维的进攻。德军第169步兵师从北，芬兰第6师从南钳形进攻包围了该镇。德军第36军继续向东推进，占领了阿拉库尔季及附近的Voyta和韦尔曼河的1939年苏芬旧国界。8月，由于党卫军“北方”师减员严重，为其补充了700名战斗经验丰富老兵，兵力也得到加强，驻守芬兰通向洛乌希的公路一线。德军步兵第36军至此耗尽了攻击能力，于9月底正式转入防守。第36军的部队被抽调以增强南侧芬兰第3军的突破。
随着德军增益部队的到来，1941年10月30日芬兰第3军发动了最终的攻势。苏军从别的战线向洛乌希与凱姆两个战役集群调来大批增援。11月11日，芬兰停止了攻势。

## 战后
1941年11月25日，芬兰政府签订了《反共產國際協定》。
“银狐”行动最终没有达成其目的：切断坎达拉克沙附近的基洛夫铁路，攻占摩尔曼斯克港，从而切断苏联接受外援的通道。战线稳定在西利察河（摩尔曼斯克以西60公里）、河湖水系（坎达拉克沙以西90公里）、洛希乌以西40公里、乌赫塔以西10公里一线。距离基洛夫铁路最近的推进位置是芬兰军队在克斯坚加以东达到的，逼近到距铁路30km。沿着海岸线进攻的迪特尔的德军甚至没有接近过摩尔曼斯克。从1941年6月底开始，在卡累利阿境内建立了联共 （布）地下党机关和游击队。至1942年共有15个游击队、6个独立战斗群，总计1，800人，其行动特点是，游击队以未被侵占的国土作为根据地，只在配合卡累利阿方面军执行战斗任务时才去敌后。1942年夏，摩尔曼斯克州党委倡议在摩尔曼斯克组建了“苏维埃摩尔曼”游击队（队长为库罗耶多夫）和“北极地区布尔什维克”游击队（队长为A．C．斯米尔诺夫），两支游击队在敌后进行深远奔袭，破坏敌人的交通线和通信联络。
美英对苏租借法案援助的四分之一是在摩尔曼斯克港交付。“银狐”作战未能达成目的，对整个战争进程影响深远。
北极地区的战线保持稳定，直至1944年9月苏军发动佩察莫-希尔克内斯进攻战役解放了北挪威。
1942年3月14日，希特勒下令对北大西洋开往摩尔曼斯克和阿尔汉格尔斯克的护航运输队展开海空军进攻。德军第5航空队开始对摩尔曼斯克进行持续不断的大规模空袭。苏联最高统帅部大本营给1942年1月建立的摩尔曼斯克师级国土防空地域和北方舰队对空防御加强了高射炮兵和歼击航空兵，可靠地掩护了科拉湾和摩尔曼斯克。为了打破德军在北极地区的海空进攻，第14集团军在北方舰队支援下，于1942年4月在摩尔曼斯克方向进行了局部进攻战役，以牵制德军兵力。4月27日凌晨，北方舰队44艘舰艇（驱逐舰、护卫舰、扫雷舰和其他舰艇）护送，数艘潜艇在雷巴契半岛以北海域展开，从海上掩护封锁登陆海域。在舰队与方面军近200架飞机空中支援下，海军陆战队第12旅共6250人在在莫托夫湾南岸皮克舒耶夫角地域的3个预定地点登陆，夺取了正面15公里、纵深12公里的登陆场。德军乘苏军第14集团军反攻尚未奏效之机，从其正面抽调部分兵力突击登陆场，苏联陆战第12旅迫于德军优势兵力而转入防御。舰艇与舰队航空兵从海上和空中给陆战旅以猛烈火力支援，4条驱逐舰炮击11次，发射1312发130毫米炮弹。为了加强登陆部队，苏军又向登陆场增派9个分队共2660人。但在德军优势兵力反击下，登陆部队开始逐渐撤向岸边，于5月12—13日隐蔽登船撤回，被送到小西利察湾东岸。最高统帅部大本营于1942年7月12日将防守斯列德尼半岛和雷巴奇半岛的任务赋予北方舰队。在北方舰队编成内组建了北方防御地域，司令员C·H·卡巴诺夫中将，统辖两个半岛的陆海军兵力，编有海军陆战第12、第63和第254旅、12个独立营和设在斯烈德尼半岛和雷巴契半岛上的海岸炮台。
为了消灭德军设在莫托夫湾南岸的据点和海岸炮台，1942年9月10日夜，北方舰队陆战队373人在岸炮和野战炮的掩护下，从皮克舒耶夫角隐蔽登陆，突然发起上陆战斗，德军未能组织强力抵抗，消灭其官兵近200名，俘虏了其余人员。 
从1941年6月战争爆发到1944年10月解放北挪威，苏军在北极地区共牺牲73,887人，失踪9,365人，冻死1,917人。

## 纪念

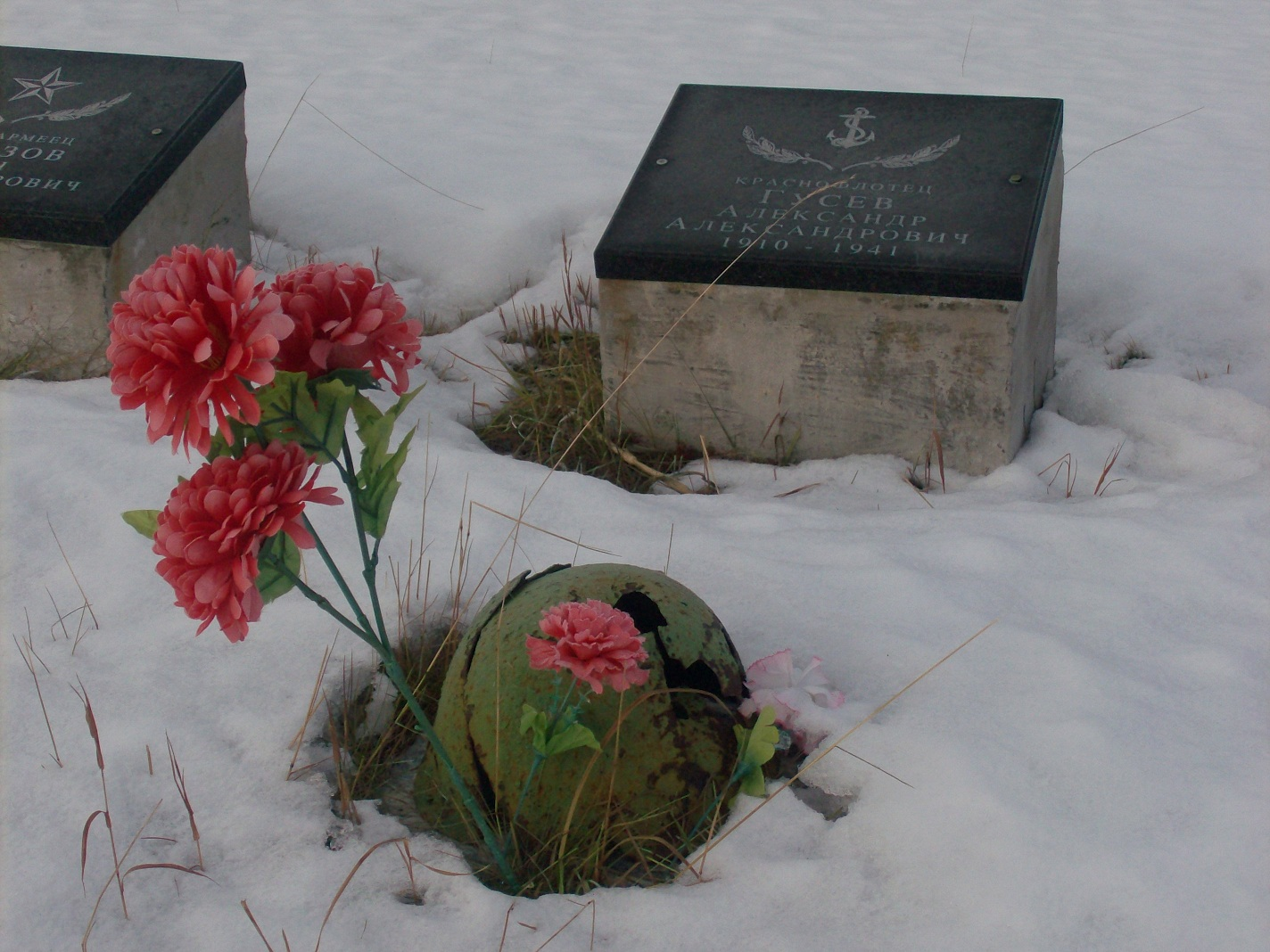
西利察河畔蘇維埃北極保衛者纪念碑下的牺牲军人墓碑

为了表彰军队的功勋及居民的英雄主义和勇敢精神，根据苏联最高苏维埃主席团1944年12月5日命令，颁发了保卫苏联北极地区奖章，授予参战的30．7万余名军人和劳动人民。
摩尔曼斯克市在战争中共遭受792次空袭和18.5万枚炸弹轰炸，民众顶着长期空袭装载和卸载货物、建设防空洞、生产军事设备。摩尔曼斯克港共接收250船、总计200万吨的各类货物。摩尔曼斯克的渔民战时共捕鱼8.5万吨。船厂工人共修复645艘战斗舰艇和544艘常规运输船，改装55艘渔船。1985年5月6日战争胜利40周年之际，摩尔曼斯克被苏联最高苏维埃主席团授予“英雄城市”称号。
摩尔曼斯克纪念苏德战争最著名的纪念碑是列宁区的“蘇維埃北极捍卫者”纪念碑。1974年10月19日落成，碑名“阿廖沙”。高达35米，碑上是一名穿着白色伪装色斗篷、戴着白色钢盔，背着冲锋枪的士兵站姿雕塑。
摩尔曼斯克市列宁区的“纪念卫国战争期间牺牲的北莫尔斯克英雄”纪念碑。于1974年10月落成。
苏联步兵第52师，下辖步兵第58、第112、第205团，榴弹炮兵第208团，炮兵第158团以及其他部队。1941年7月6日，在摩尔曼斯克方向大西利察河地域参战，顽强阻击德军挪威山地步兵军向摩尔曼斯克的进攻。1941年12月25日改编为近卫步兵第10师。1944年在佩察莫—希尔克内斯战役中，在佩琴加（佩察莫）攻坚战中有功，1944年10月31日获得佩琴加师荣誉称号。最终番号为“荣获两枚红旗勋章、亚历山大·涅夫斯基勋章和红星勋章的近卫红旗佩琴加步兵第10师。驻守科拉半岛至今。

### 引用
1. 1 2  Shirokorad (2001)，Chapter 3, Part X.
2. ↑  Ziemke (1959)，第184頁.
3. ↑  Mann & Jörgensen (2002)，第20–23頁.
4. ↑  Mann & Jörgensen (2002)，第23–31頁.
5. 1 2  Nenye et al. (2016)，第27–32頁.
6. ↑  Mann & Jörgensen (2002)，第20–31頁.
7. ↑  Mann & Jörgensen (2002)，第69頁.
8. ↑  Ziemke (1959)，第114–115頁.
9. ↑  Ziemke (1959)，第122–124頁.
10. ↑  Mann & Jörgensen (2002)，第67–69頁.
11. 1 2 3  Ueberschär (1998)，第941, 945頁.
12. 1 2  Mann & Jörgensen (2002)，第81頁.
13. ↑  Mann & Jörgensen (2002)，第69,88頁.
14. 1 2 3  Ueberschär (1998)，第945–946, 950頁.
15. ↑  Nenye et al. (2016)，第180頁.
16. ↑  Ziemke (1959)，第131, 137–138頁.
17. ↑  Ziemke (1959)，第131, 137-138頁.
18. ↑  Mann & Jörgensen (2002)，第87頁.
19. ↑  Shirokorad (2001)，第709–710頁.
20. ↑  Nenye et al. (2016)，第47–48, 53頁.
21. ↑  Mann & Jörgensen (2002)，第76–77頁.
22. ↑  Inozemtzev (1975)，第4–10頁.
23. ↑  Nenye et al. (2016)，第36, 39–41頁.
24. ↑  Mann & Jörgensen (2002)，第74–76頁.
25. ↑  Inozemtzev (1975)，第10–12頁.
26. ↑  Kiselev (1988)，第69–81頁.
27. ↑  Shirokorad (2001)，第710–713頁.
28. 1 2 3  Ueberschär (1998)，第941–945頁.
29. 1 2 3  Mann & Jörgensen (2002)，第81-86頁.
30. ↑  Mann & Jörgensen (2002)，第89頁.
31. ↑  Ziemke (1959)，第159–167頁.
32. ↑  Mann & Jörgensen (2002)，第90–93頁.
33. ↑  Ueberschär (1998)，第950–951頁.
34. ↑  Ziemke (1959)，第170–176頁.
35. ↑  Ueberschär (1998)，第942–943, 951頁.
36. ↑  Mann & Jörgensen (2002)，第93–94頁.
37. ↑  Mann & Jörgensen (2002)，第90–97頁.
38. 1 2  Ueberschär (1998)，第949–953頁.
39. ↑  Mann & Jörgensen (2002)，第93–97頁.
40. 1 2  Mann & Jörgensen (2002)，第81–87頁.
41. ↑  Ueberschär (1998)，第960–966頁.
42. ↑  Nenye et al. (2016)，第64頁.
43. ↑  Ziemke (1959)，第290–291; 303–310頁.
44. ↑  Mann & Jörgensen (2002)，第199–200頁.
45. ↑  Ziemke (1959)，第152頁.
46. ↑  Ziemke (1959)，第181頁.

## 延展阅读
- Jowett, Philip S.; Snodgrass, Brent. . Osprey. 2006. ISBN 1-84176-969-X.